# Comuna Volodîmîro-Illinka, Bobrîneț
Volodîmîro-Illinka (în ucraineană Володимиро-Іллінка) este o comună în raionul Bobrîneț, regiunea Kirovohrad, Ucraina, formată din satele Aprelivka, Roztîceve și Volodîmîro-Illinka (reședința).

## Demografie
Componența lingvistică a comunei Volodîmîro-Illinka
     Ucraineană (96,24%)
     Rusă (2,26%)
     Alte limbi (1%)
Conform recensământului din 2001, majoritatea populației comunei Volodîmîro-Illinka era vorbitoare de ucraineană (96,24%), existând în minoritate și vorbitori de rusă (2,26%).